# Sîngerei
Sîngerei es una ciudad de Moldavia, en el distrito (Raión) de Sîngerei.
Se encuentra a una altitud de 89 m sobre el nivel del mar.
Se sitúa en el cruce de las carreteras R14 y R18, 20 km al sureste de Bălți.

## Demografía
Según estimación 2010 contaba con una población de 14 009 habitantes.